# こはならむ
こはならむ（Kohana Lam）は、日本の女性歌手、YouTuber。UTAITEに所属。2021年11月にエイベックス・エンタテインメントからメジャーデビュー。

## 人物
- 3歳から クラシックバレエを習っており、プロになることを目指して、高校2年時には イタリアへ留学していたが、怪我により挫折。表現をする場所がなくなってしまったことをきっかけに 歌い手としての活動を始める。その後、  堂村璃羽との出会いがきっかけとなり、本格的な音楽活動を開始した。
- HoneyWorksのメンバーであるゴム (歌手)からエモーショナルな歌声が素晴らしいと賞賛されており、ごめんなんか聞きたくなかった、迷えるヒツジ、不完全花、私の幸せは私が決めるの！など、楽曲提供をされている。
- 泣きながら歌ってみたを初めて投稿したのは、優里の楽曲である「ドライフラワー」。仲が良かった友達と離ればなれになってしまうことを思い浮かべて歌唱したところ、いつも以上に感情が溢れ、涙を流してしまった。
- 好きなゲームは、Apex Legends。
- 愛犬の名前は、らみ。誕生日は、9月17日であることをツイートしている。

- こはならむ本人の誕生日は10月4日であるとツイートしている。

- YouTubeチャンネルにて様々なアーティストやタレントとコラボをする「こはならむRADIO」を配信している。

（過去の出演者：  堂村璃羽、紺野彩夏、 『ユイカ』、 40mp、 ぜったくん、 水野あつ、 手がクリームパン、 ハコニワリリィ、 あたらよ、 井桁弘恵、 *Luna 、 MIMiNARI、 ゆどうふ、高梨優佳、コバソロ、羊宮妃那、今森茉耶、Guiano、山根綺、黒沢ともよ、Who-ya Extended、岬なこ、伊藤美来、ナツノセ）

## ディスコグラフィ

### 配信限定シングル
|      | 発売日         | タイトル                                                     |
| ---- | -------------- | ------------------------------------------------------------ |
| 1st  | 2020年8月22日  | 不器用なぼくが捧げる花                                       |
| 2nd  | 2021年5月11日  | ごめんなんか聞きたくなかった 着信まち あたしだけだったのに。 |
| 3rd  | 2021年8月30日  | リセットボタン                                               |
| 4th  | 2021年11月8日  | 迷えるヒツジ 不完全花                                        |
| 5th  | 2022年1月12日  | 涙の融点                                                     |
| 6th  | 2022年3月30日  | 私の幸せは私が決めるの！                                     |
| 7th  | 2022年4月20日  | 主人公                                                       |
| 8th  | 2022年5月25日  | 想い出はお揃い                                               |
| 9th  | 2022年7月6日   | ポケットにあの日をしまって feat. 堂村璃羽                    |
| 10th | 2022年7月27日  | 10年後の私になら                                             |
| 11h  | 2022年11月30日 | 生きるを選んだ私へ                                           |
| 12h  | 2023年2月8日   | ぜんぶ嫌いだ                                                 |
| 13th | 2023年4月10日  | 数センチメンタル                                             |
| 14th | 2023年5月17日  | ずぎゅんぎゅんゆらり                                         |
| 15th | 2024年1月8日   | 恋してる自分すら愛せるんだ                                   |
| 16th | 2024年4月28日  | ひとりじゃないんだ                                           |
| 17th | 2024年8月28日  | 感傷哀花                                                     |
| 18th | 2024年9月25日  | いつか見た空の色                                             |
| 19th | 2024年11月15日 | Have a Good Game!!                                           |

### ALBUM
|           | 発売日       | タイトル |
| --------- | ------------ | -------- |
| 1st ALBUM | 2023年7月5日 | Attitude |
| 2nd ALBUM | 2025年3月5日 | Iam      |

### EP
|              | 発売日         | タイトル         |
| ------------ | -------------- | ---------------- |
| 1st Cover EP | 2022年10月19日 | 泣きながら       |
| 2nd Cover EP | 2023年10月18日 | 感情を沢山込めて |

### 参加作品
- メメントモリ Lament Collection Vol.2（2024年10月23日発売）

### 参加楽曲
| 発売日        | アーティスト | タイトル                                   |
| ------------- | ------------ | ------------------------------------------ |
| 2021年6月30日 | 詠人知ラズ。 | こっちおいで（feat.こはならむ）            |
| 2021年9月24日 | Azari        | Casino（feat.こはならむ）                  |
| 2022年2月9日  | MAISONdes    | ねぐせ feat. こはならむ, ぜったくん        |
| 2022年7月6日  | 堂村璃羽     | ポケットにあの日をしまって feat.こはならむ |
| 2023年1月19日 | HoneyWorks   | 可愛くてごめんfeat.こはならむ              |

## ライブ
| 開催日         | タイトル                                                                        | 会場                   | 備考                                               |
| -------------- | ------------------------------------------------------------------------------- | ---------------------- | -------------------------------------------------- |
| 2023年3月18日  | TVアニメ「僕の心のヤバイやつ」先行上映イベント ～僕らは初めて集まった～         | 厚木市文化会館         | 数センチメンタルを歌唱                             |
| 2023年6月20日  | MAISONdes LIVE #1                                                               | Zepp Shinjuku          | ねぐせを歌唱                                       |
| 2023年12月10日 | TVアニメ「僕の心のヤバイやつ 」FAN FESTA 2023～karte12.5 僕らは渋谷に集まった～ | LINE CUBE SHIBUYA      | 数センチメンタル、恋してる自分すら愛せるんだを歌唱 |
| 2024年3月20日  | こはならむ1stワンマンライブ ～あなたに 届けたかった～                           | I'M A SHOW             |                                                    |
| 2024年4月28日  | JAPAN JAM 2024                                                                  | 千葉市蘇我スポーツ公園 |                                                    |
| 2024年7月28日  | リスアニ！×802 Paletteリスパレ！LIVE vol.1                                      | 心斎橋 BIGCAT          |                                                    |
| 2024年10月4日  | ABEMAアニメ祭り「NEXT GENERATION TOKYO」                                        | Zepp Shinjuku          |                                                    |
| 2024年10月4日  | こはならむ BIRTHDAY LIVE ～あなたとの時間～                                     | Zepp Shinjuku          |                                                    |
| 2024年11月2日  | 小花罗梦 Kohana Lam LIVE in Beijing 2024                                        | 北京·开花豆Live        |                                                    |
| 2025年2月27日  | Kohana Lam China Tour 2025                                                      | ModernskyLab           |                                                    |
| 2025年3月1日   | Kohana Lam China Tour 2025                                                      | SD Livehouse           |                                                    |
| 2025年3月2日   | Kohana Lam China Tour 2025                                                      | BO Live                |                                                    |
| 2025年3月9日   | Lemino presents ULTRA ANIME FES 2025                                            | ぴあアリーナMM         |                                                    |
| 2025年3月16日  | こはならむ3rdワンマンライブ                                                     | 代官⼭UNIT             |                                                    |
| 2025年4月20日  | Kohana Lam 「Iam」LIVE IN SEOUL                                                 | musinsa garage         |                                                    |

## タイアップ一覧
| 起用年   | 楽曲                                                                                 | タイアップ                                                                      |
| -------- | ------------------------------------------------------------------------------------ | ------------------------------------------------------------------------------- |
| 2021年   | 迷えるヒツジ                                                                         | 朝日放送テレビ『今ちゃんの「実は…」』11月度エンディングテーマ                   |
| 2021年   | 迷えるヒツジ                                                                         | YouTubeドラマ『add9 Code』主題歌                                                |
| 2021年   | 不完全花                                                                             | YouTubeドラマ『add9 Code』劇中歌                                                |
| 2021年   | 涙の融点                                                                             | 個別指導学院「フリーステップ」WEBCM                                             |
| 2022年   | 私の幸せは私が決めるの!                                                              | テレビ東京系列『メンタル強め美女白川さん』オープニングテーマ                    |
| 2022年   | 主人公                                                                               | 医療法人フレイアクリニックテレビCMソング                                        |
| 2022年   | 10年後の私になら                                                                     | 「カンコー委員会」6期生オーディションテーマソング                               |
| 2023年   | 数センチメンタル                                                                     | テレビ朝日系列『僕の心のヤバイやつ』第1期エンディングテーマ                     |
| 2023年   | ずぎゅんぎゅんゆらり                                                                 | 朝日放送テレビ『サブスク彼女』オープニングテーマ                                |
| 2023年   | Attitude                                                                             | 毎日放送・TBSテレビ系列『DIY!! -どぅー・いっと・ゆあせるふ-』エンディングテーマ |
| 2024年   | 恋してる自分すら愛せるんだ                                                           | テレビ朝日系列『僕の心のヤバイやつ』第2期エンディングテーマ                     |
| 2024年   | ひとりじゃないんだ                                                                   | オンライン麻雀ゲーム『雀魂』5周年ムービーテーマソング                           |
| 2025年   |                                                                                      |                                                                                 |
| remember | アトリエシリーズ 『ユミアのアトリエ～追憶の錬金術士と幻創の地～』 エンディングテーマ |                                                                                 |

## メディア出演
- 2021年7月11日 つながる詩（うた）の日 presented by ahamo[6]
- 2021年10月1日  blackboard[7]
- 2021年12月4日  YouTube Music Weekend vol.4[8]
- 2022年2月4日　blackboard
- 2023年6月4日　僕の心のヤバイやつ【karte 10】僕らはゆっくり歩いた」店員役
- 2024年2月5日 musicるTV
- 2024年2月10日　僕の心のヤバイやつ【karte18】山田は僕が好き」美容師役